# Paris-Longwy
Paris-Longwy est une ancienne course cycliste française, organisée de 1924 à 1929 entre Paris et Longwy (Meurthe-et-Moselle).

## Palmarès
| Année | Vainqueur         | Deuxième          | Troisième           |
| ----- | ----------------- | ----------------- | ------------------- |
| 1924  | Theo Wynsdau      | Pierre Corini     | Georges Schoumacker |
| 1925  | Julien Delbecque  | Jules Matton      | Joseph Pé           |
| 1926  | Denis Verschueren | Nicolas Frantz    | Maurice De Waele    |
| 1927  | Nicolas Frantz    | Denis Verschueren | Vincent Frémont     |
| 1928  | Jean-Pierre Engel | Romain Bellenger  | Arsène Alancourt    |
| 1929  | Jef Demuysere     | Roger Grégoire    | Léon Bessières      |